# Sunrisers Hyderabad
Die 'Sunrisers Hyderabad' (oft nur Sunrisers oder SRH) sind ein indisches Cricketteam, das in der Indian Premier League seit der Saison 2013 spielt. Die Sunrisers repräsentieren die Stadt Hyderabad in der IPL. Die Gründung fand im Jahr 2012 statt, da die Deccan Chargers wegen Finanzproblemen nicht weiter an der IPL teilnehmen konnten. Viele Spieler des alten Teams wurden von dem Hyderabad-Franchise übernommen. Die Rechte an dem Franchise sicherte sich SunTV-Network für ₹ 850.5 million (ca. 15 Millionen Euro). Das Heimatstadion ist das Rajiv Gandhi International Cricket Stadium mit 55.000 Sitzplätzen in Hyderabad.

## Abschneiden in der IPL
| Jahr | Spiele | Siege | Niederlagen | No Result | Endplatzierung (Vorrunde) |
| ---- | ------ | ----- | ----------- | --------- | ------------------------- |
| 2013 | 16     | 10    | 6           | 0         | Vorrunde (4/9)            |
| 2014 | 14     | 6     | 8           | 0         | Vorrunde (6/8)            |
| 2015 | 14     | 7     | 7           | 0         | Vorrunde (6/8)            |
| 2016 | 14     | 8     | 6           | 0         | Sieger (3/8)              |
| 2017 | 14     | 8     | 5           | 1         | Halbfinale (3/8)          |
| 2018 | 14     | 9     | 5           | 0         | Finale (1/8)              |
| 2019 | 14     | 6     | 8           | 0         | Halbfinale (4/8)          |